# Haulies
Haulies (Haulias en gascon) est une commune française située dans le sud-est du département du Gers en région Occitanie. Sur le plan historique et culturel, la commune est dans le pays d'Astarac, un territoire du sud gersois très vallonné, au sol argileux, qui longe le plateau de Lannemezan.
Exposée à un climat océanique altéré, elle est drainée par l'Arrats, l'Arçon, le ruisseau du Hay et par divers autres petits cours d'eau. La commune possède un patrimoine naturel remarquable composé de cinq zones naturelles d'intérêt écologique, faunistique et floristique.
Haulies est une commune rurale qui compte 152 habitants en 2022, après avoir connu une forte hausse de la population depuis 1975.  Elle fait partie de l'aire d'attraction d'Auch. Ses habitants sont appelés les Hauliens ou  Hauliennes.

## Géographie

### Localisation
La commune d'Haulies se situe dans le canton d'Auch-Sud-Est-Seissan et dans l'arrondissement d'Auch, dans l'aire urbaine d'Auch, entre les vallées du  Ruisseau du Hay et de l'Arrats. À une distance de 15 km d'Auch, Haulies fut longtemps la commune la moins peuplée du canton, bien qu'elle n'en soit pas la moins vaste en superficie. Historiquement, Haulies et Arcagnac (commune rattachée) faisaient partie de l'Astarac.

### Communes limitrophes
Les communes limitrophes sont  Auterive, Boucagnères, Castelnau-Barbarens, Lartigue, Pessan et Traversères.
| Auterive    | Pessan      |                     |
| Boucagnères | Haulies     | Castelnau-Barbarens |
|             | Traversères | Lartigue            |

### Géologie et relief
L'altitude de la commune varie entre 177 mètres près de l'Arrats et 292 mètres au lieu-dit Le Garrau,.
Haulies se situe en zone de sismicité 1 (sismicité très faible).

### Hydrographie

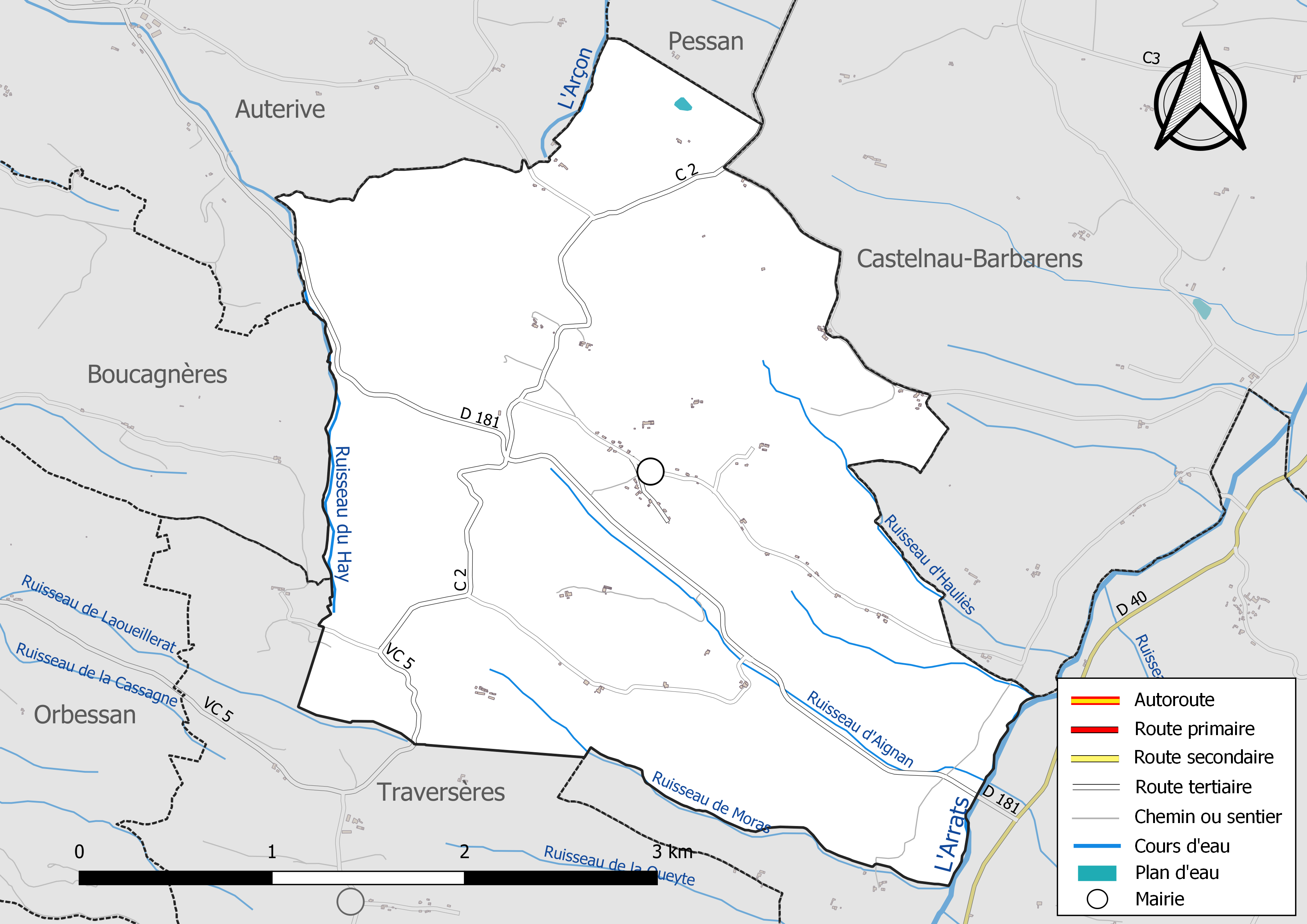
Réseaux hydrographique et routier de Haulies.

Plusieurs cours d'eau traversent ou délimitent la commune :
- le ruisseau du Hay marque la limite occidentale ;
- les ruisseaux de Laouellerat et de Moras marquent la limite méridionale ;
- l'Arçon marque une partie de la limite septentrionale ;
- l'Arrats marque la limite sud-est :
- le ruisseau de Haulies nait sur la commune puis marque une partie de la limite orientale ;
- le ruisseau de l'Aignan prend sa source au centre de la commune et se dirige vers le sud-est où il conflue dans l'Arrats.
- le ruisseau de Lespin nait au nord-ouest de la commune et conflue dans le ruisseau du Hay.

### Voies de communication et transports
Haulies est traversée par la route départementale D 181, du nord-ouest en provenance d'Auterive vers le sud-est en direction de la D 40, elle-même en direction de Castelnau-Barbarens au nord ou de Faget-Abbatial au sud.

### Climat
Pour des articles plus généraux, voir Climat de l'Occitanie et Climat du Gers.
En 2010, le climat de la commune est de type climat océanique altéré, selon une étude s'appuyant sur une série de données couvrant la période 1971-2000. En 2020, Météo-France publie une typologie des climats de la France métropolitaine dans laquelle la commune est toujours exposée à un climat océanique altéré et est dans la région climatique Aquitaine, Gascogne, caractérisée par une pluviométrie abondante au printemps, modérée en automne, un faible ensoleillement au printemps, un été chaud (19,5 °C), des vents faibles, des brouillards fréquents en automne et en hiver et des orages fréquents en été (15 à 20 jours).
Pour la période 1971-2000, la température annuelle moyenne est de 12,6 °C, avec une amplitude thermique annuelle de 15,2 °C. Le cumul annuel moyen de précipitations est de 785 mm, avec 10,5 jours de précipitations en janvier et 6,2 jours en juillet. Pour la période 1991-2020, la température moyenne annuelle observée sur la station météorologique la plus proche, située sur la commune d'Auch à 12 km à vol d'oiseau, est de 13,5 °C et le cumul annuel moyen de précipitations est de 695,8 mm,. Pour l'avenir, les paramètres climatiques de la commune estimés pour 2050 selon différents scénarios d'émission de gaz à effet de serre sont consultables sur un site dédié publié par Météo-France en novembre 2022.

### Milieux naturels et biodiversité
L’inventaire des zones naturelles d'intérêt écologique, faunistique et floristique (ZNIEFF) a pour objectif de réaliser une couverture des zones les plus intéressantes sur le plan écologique, essentiellement dans la perspective d’améliorer la connaissance du patrimoine naturel national et de fournir aux différents décideurs un outil d’aide à la prise en compte de l’environnement dans l’aménagement du territoire.
Quatre ZNIEFF de type 1 sont recensées sur la commune :
- les « coteaux d´Arcagnac » (51 ha)[13] ;
- les « coteaux de Boucagnères, Auterive et Haulies » (758 ha), couvrant 3 communes du département[14] ;
- les « landes d'en Mounéou » (38 ha), couvrant 2 communes du département[15] ;
- les « landes et coteaux d'Ornézan à Traversères » (1 609 ha), couvrant 7 communes du département[16] ;

et une ZNIEFF de type 2, : 
les « coteaux du Gers d'Aries-Espénan à Auch » (13 191 ha), couvrant 31 communes dont 28 dans le Gers et trois dans les Hautes-Pyrénées.

Carte des ZNIEFF de type 1 et 2 à Haulies.
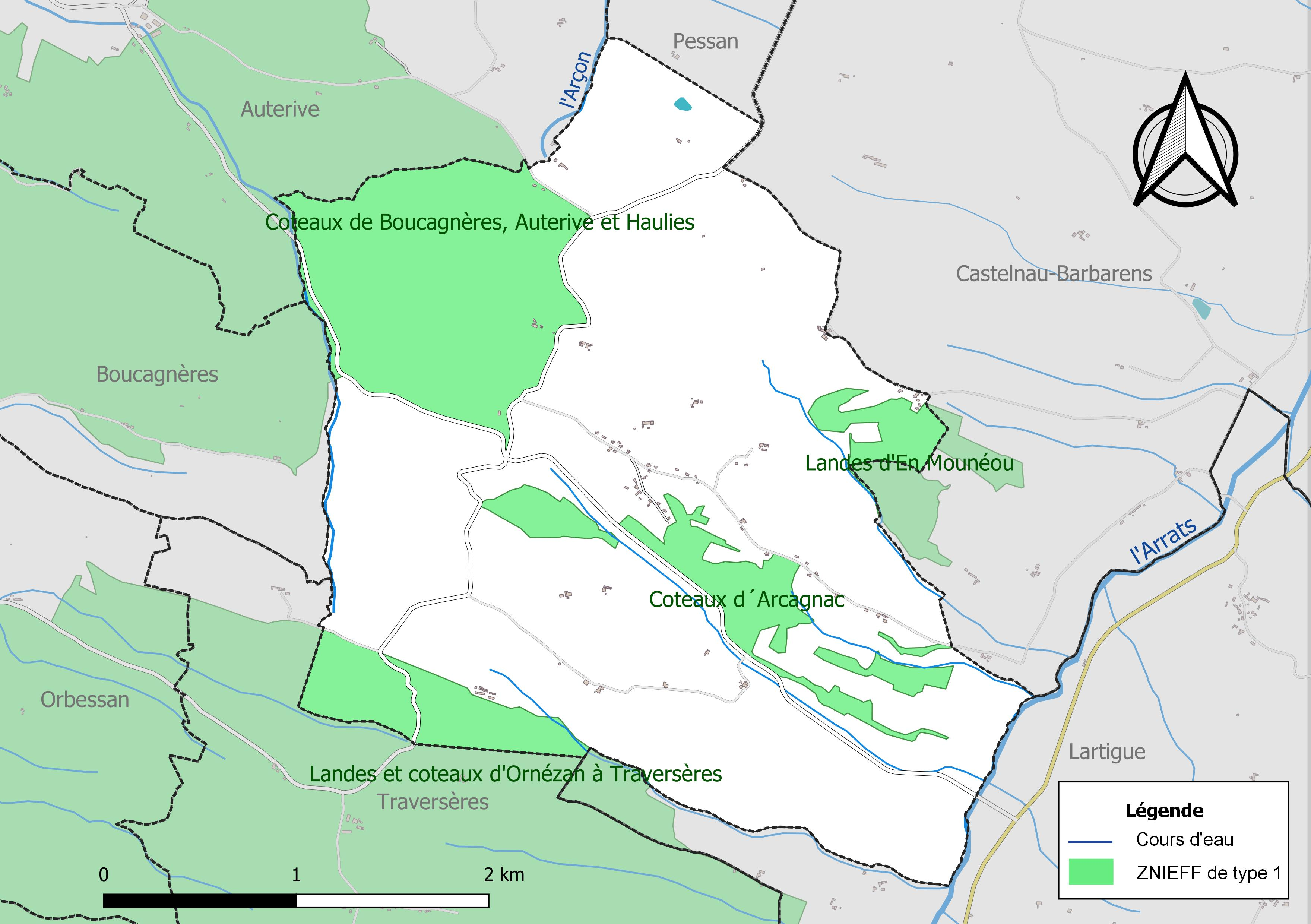
Carte des ZNIEFF de type 1 sur la commune.
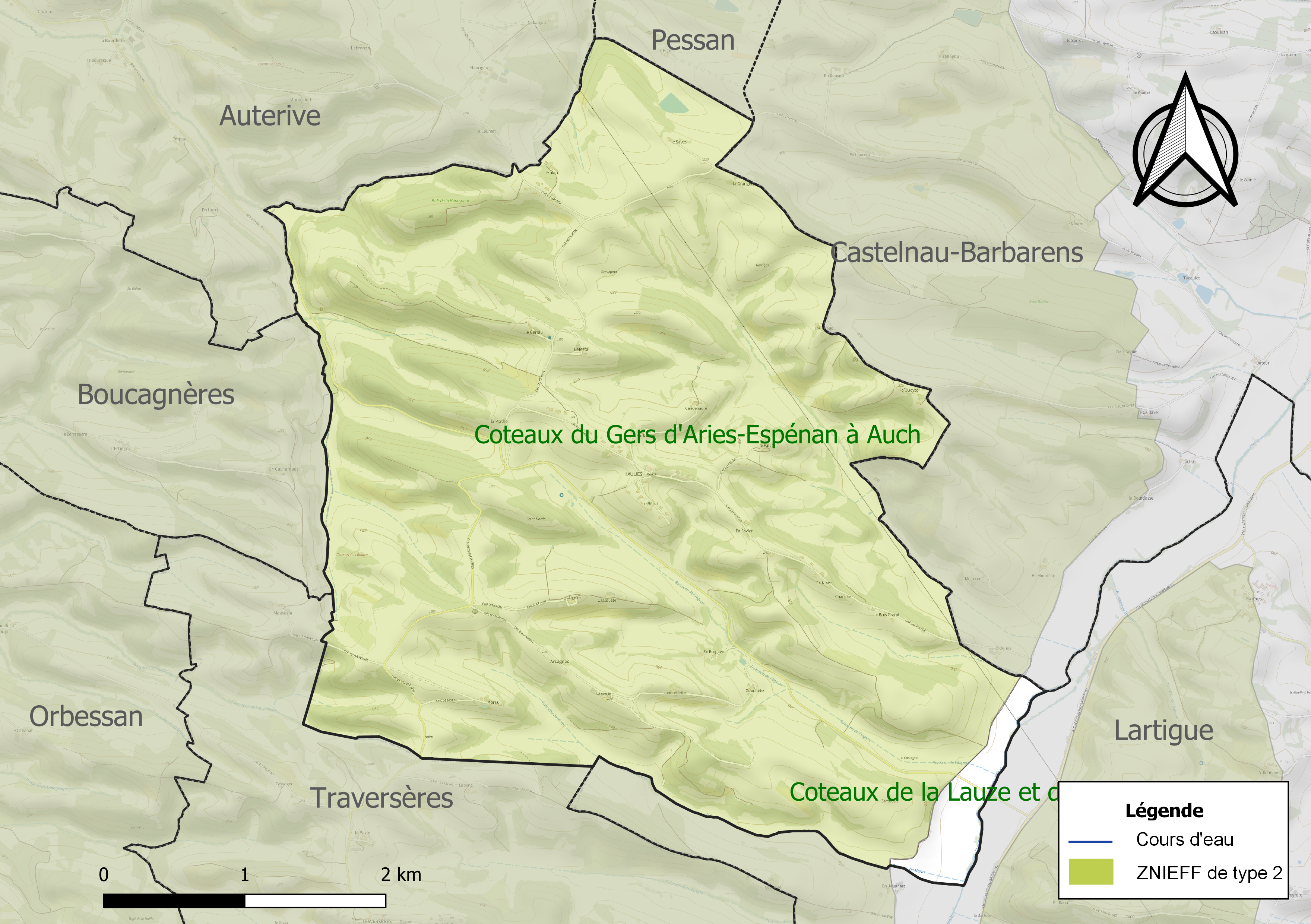
Carte de la ZNIEFF de type 2 sur la commune.

## Urbanisme

### Typologie
Au 1er janvier 2024, Haulies est catégorisée commune rurale à habitat très dispersé, selon la nouvelle grille communale de densité à sept niveaux définie par l'Insee en 2022.
Elle est située hors unité urbaine. Par ailleurs la commune fait partie de l'aire d'attraction d'Auch, dont elle est une commune de la couronne,. Cette aire, qui regroupe 112 communes, est catégorisée dans les aires de 50 000 à moins de 200 000 habitants,.

### Occupation des sols
L'occupation des sols de la commune, telle qu'elle ressort de la base de données européenne d’occupation biophysique des sols Corine Land Cover (CLC), est marquée par l'importance des territoires agricoles (95,3 % en 2018), une proportion identique à celle de 1990 (95,3 %). La répartition détaillée en 2018 est la suivante : 
zones agricoles hétérogènes (51,7 %), prairies (34,2 %), terres arables (9,4 %), forêts (4,7 %). L'évolution de l’occupation des sols de la commune et de ses infrastructures peut être observée sur les différentes représentations cartographiques du territoire : la carte de Cassini (XVIIIe siècle), la carte d'état-major (1820-1866) et les cartes ou photos aériennes de l'IGN pour la période actuelle (1950 à aujourd'hui).

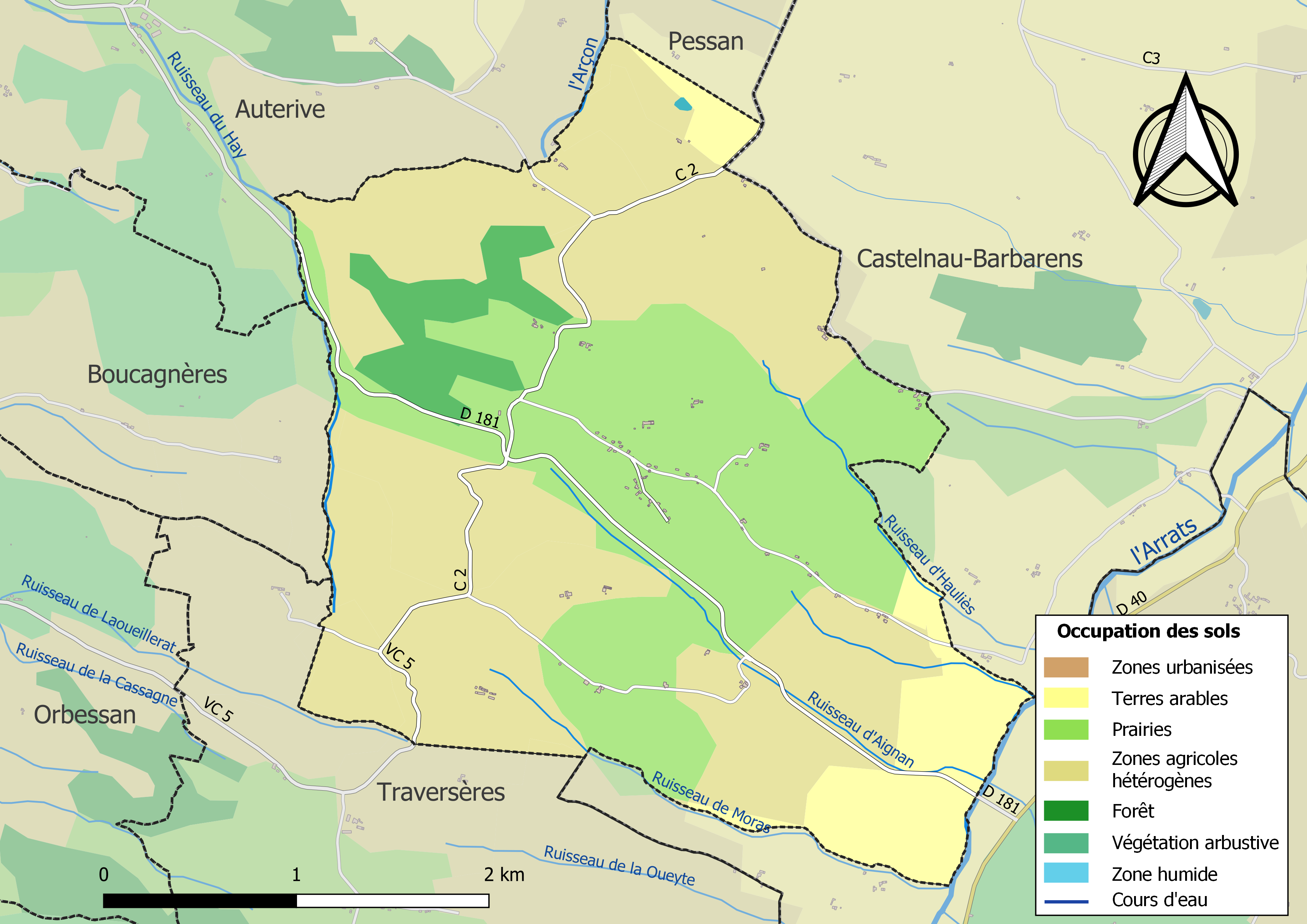
Carte des infrastructures et de l'occupation des sols de la commune en 2018 (CLC).

### Risques majeurs
Le territoire de la commune de Haulies est vulnérable à différents aléas naturels : météorologiques (tempête, orage, neige, grand froid, canicule ou sécheresse) et séisme (sismicité très faible). Un site publié par le BRGM permet d'évaluer simplement et rapidement les risques d'un bien localisé soit par son adresse soit par le numéro de sa parcelle.

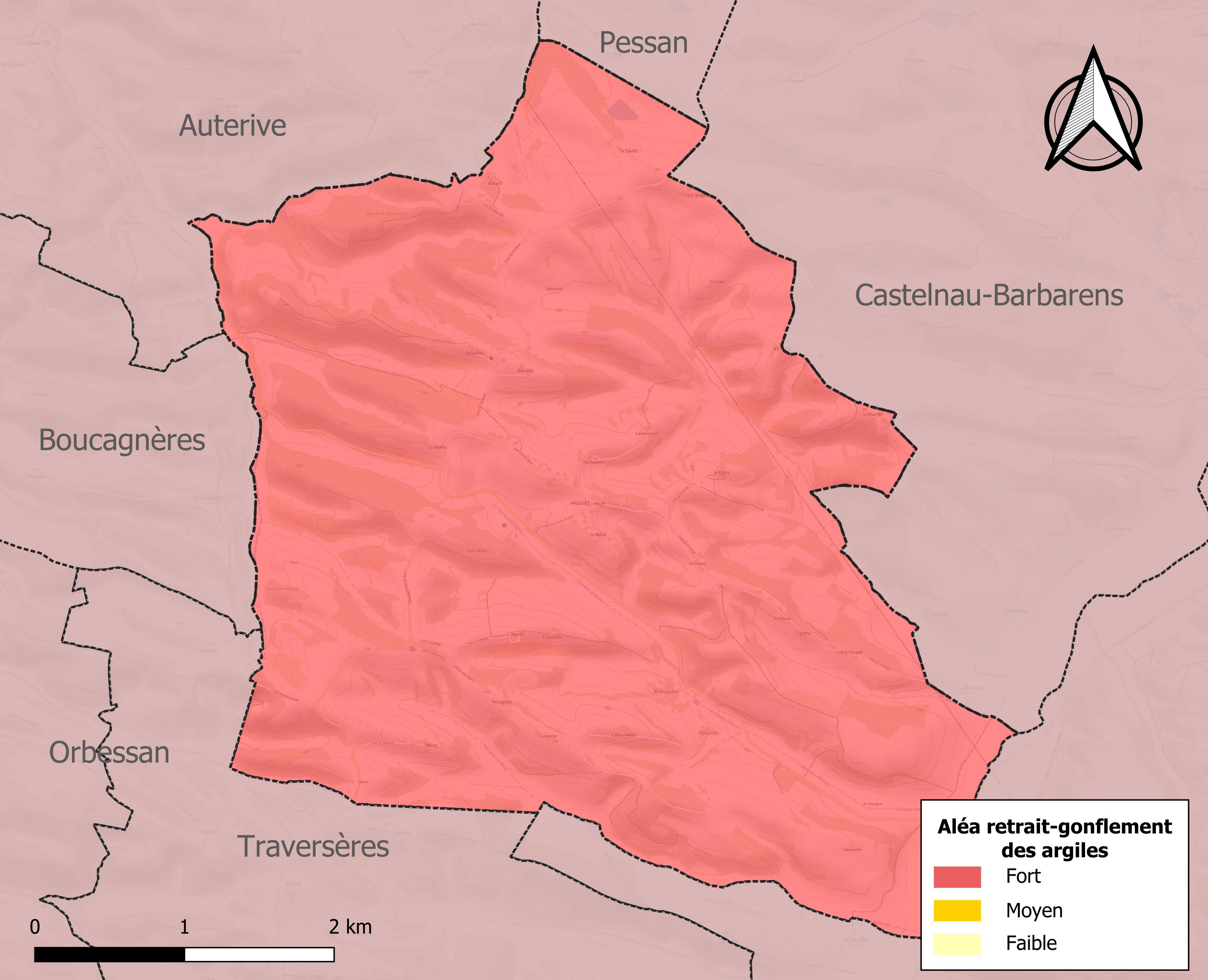
Carte des zones d'aléa retrait-gonflement des sols argileux de Haulies.

Le retrait-gonflement des sols argileux est susceptible d'engendrer des dommages importants aux bâtiments en cas d’alternance de périodes de sécheresse et de pluie. La totalité de la commune est en aléa moyen ou fort (94,5 % au niveau départemental et 48,5 % au niveau national). Sur les 59 bâtiments dénombrés sur la commune en 2019, 59 sont en aléa moyen ou fort, soit 100 %, à comparer aux 93 % au niveau départemental et 54 % au niveau national. Une cartographie de l'exposition du territoire national au retrait gonflement des sols argileux est disponible sur le site du BRGM,.
Par ailleurs, afin de mieux appréhender le risque d’affaissement de terrain, l'inventaire national des cavités souterraines permet de localiser celles situées sur la commune.
La commune a été reconnue en état de catastrophe naturelle au titre des dommages causés par les inondations et coulées de boue survenues en 1999 et 2009. Concernant les mouvements de terrains, la commune a été reconnue en état de catastrophe naturelle au titre des dommages causés par la sécheresse en 1989, 2011 et 2019 et par des mouvements de terrain en 1999.

## Toponymie
L'ancienne forme du nom est Faulinis. Bien que l'origine exacte de ce nom soit inconnue, il y a peut-être un rapport avec foliis (feuillages), l'église paroissiale d'Haulies étant dédiée à sainte Madeleine de Foliis.

## Histoire
Haulies absorbe la commune d'Arcagnac en 1824.

## Politique et administration

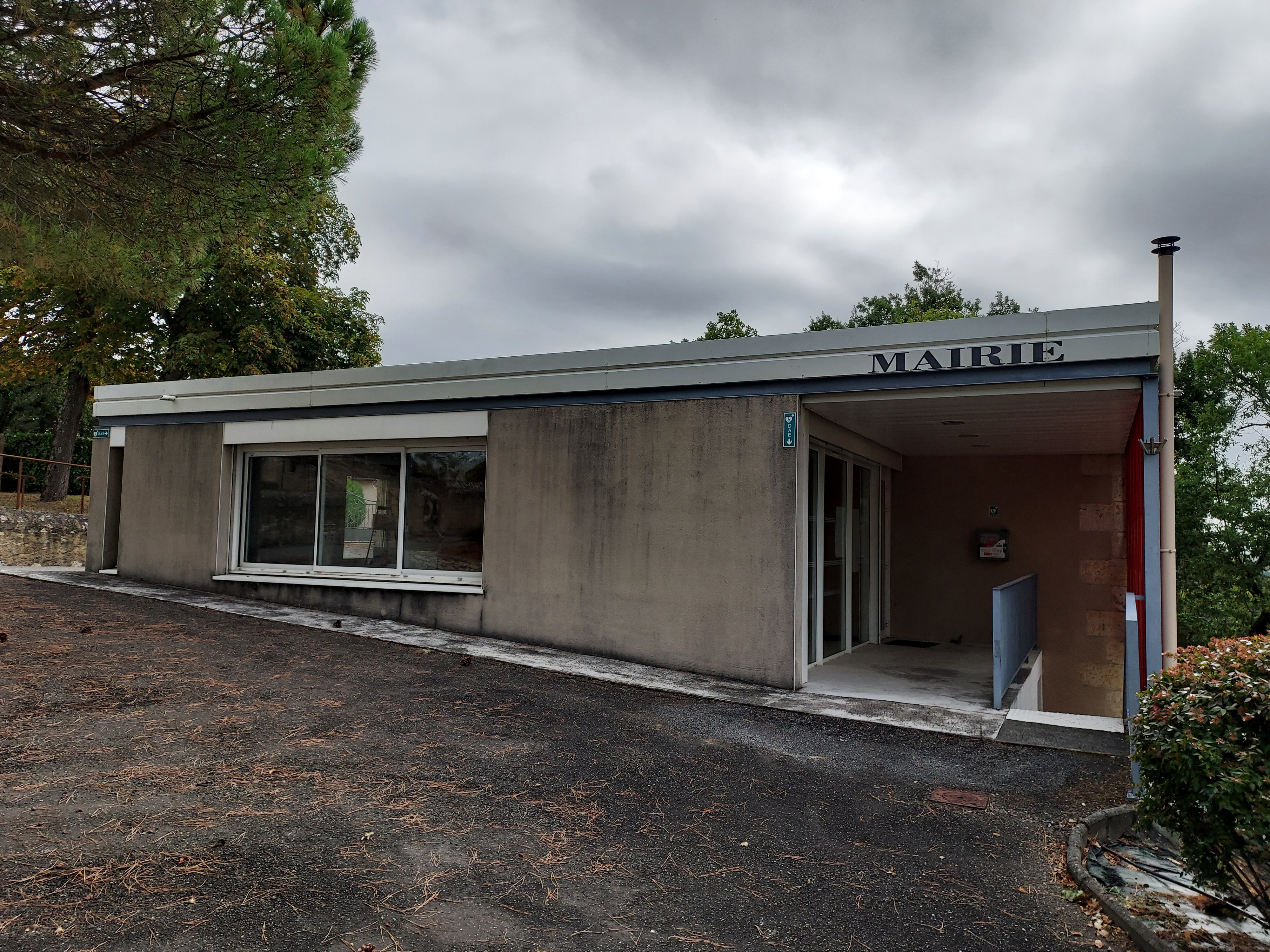
La mairie.

### Liste des maires
| Période                                  | Période  | Identité      | Étiquette | Qualité                    |
| ---------------------------------------- | -------- | ------------- | --------- | -------------------------- |
| mars 1983                                | 2020     | Alain Broseta | DVG       | Retraité de l'enseignement |
| 2020                                     | En cours | David Pradel  |           |                            |
| Les données manquantes sont à compléter. |          |               |           |                            |

## Population et société

### Démographie
L'évolution du nombre d'habitants est connue à travers les recensements de la population effectués dans la commune depuis 1793. Pour les communes de moins de 10 000 habitants, une enquête de recensement portant sur toute la population est réalisée tous les cinq ans, les populations de référence des années intermédiaires étant quant à elles estimées par interpolation ou extrapolation. Pour la commune, le premier recensement exhaustif entrant dans le cadre du nouveau dispositif a été réalisé en 2006.

En 2022, la commune comptait 152 habitants, en évolution de −3,18 % par rapport à 2016 (Gers : +1,04 %, France hors Mayotte : +2,11 %).
| 1793 | 1800 | 1806 | 1821 | 1831 | 1841 | 1846 | 1851 | 1856 |
| ---- | ---- | ---- | ---- | ---- | ---- | ---- | ---- | ---- |
| 160  | 149  | 159  | 168  | 224  | 239  | 252  | 221  | 225  |

| 1861 | 1866 | 1872 | 1876 | 1881 | 1886 | 1891 | 1896 | 1901 |
| ---- | ---- | ---- | ---- | ---- | ---- | ---- | ---- | ---- |
| 213  | 206  | 183  | 174  | 177  | 175  | 161  | 150  | 146  |

| 1906 | 1911 | 1921 | 1926 | 1931 | 1936 | 1946 | 1954 | 1962 |
| ---- | ---- | ---- | ---- | ---- | ---- | ---- | ---- | ---- |
| 139  | 132  | 115  | 130  | 129  | 119  | 108  | 98   | 81   |

| 1968 | 1975 | 1982 | 1990 | 1999 | 2006 | 2011 | 2016 | 2021 |
| ---- | ---- | ---- | ---- | ---- | ---- | ---- | ---- | ---- |
| 70   | 52   | 59   | 76   | 81   | 99   | 148  | 157  | 157  |

| 2022 | - | - | - | - | - | - | - | - |
| ---- | - | - | - | - | - | - | - | - |
| 152  | - | - | - | - | - | - | - | - |

Note : À partir de 1826, le recensement inclut la population d'Arcagnac.

### Enseignement
Il n'y a pas d'école à Haulies.

### Manifestations culturelles et festivités
- Fête patronale : 22 juillet[27].

## Économie

### Revenus
En 2018  (données Insee publiées en septembre 2021), la commune compte 56 ménages fiscaux, regroupant 149 personnes. La médiane du revenu disponible par unité de consommation est de 21 420 € (20 820 € dans le département).

### Emploi
|                | 2008  | 2013  | 2018  |
| -------------- | ----- | ----- | ----- |
| Commune        | 3,5 % | 3,5 % | 3,1 % |
| Département    | 6,1 % | 7,5 % | 8,2 % |
| France entière | 8,3 % | 10 %  | 10 %  |

En 2018, la population âgée de 15 à 64 ans s'élève à 104 personnes, parmi lesquelles on compte 76,3 % d'actifs (73,2 % ayant un emploi et 3,1 % de chômeurs) et 23,7 % d'inactifs,. Depuis 2008, le taux de chômage communal (au sens du recensement) des 15-64 ans est inférieur à celui de la France et du département.
La commune fait partie de la couronne de l'aire d'attraction d'Auch, du fait qu'au moins 15 % des actifs travaillent dans le pôle,. Elle compte 11 emplois en 2018, contre 17 en 2013 et 9 en 2008. Le nombre d'actifs ayant un emploi résidant dans la commune est de 77, soit un indicateur de concentration d'emploi de 13,8 % et un taux d'activité parmi les 15 ans ou plus de 65,5 %.
Sur ces 77 actifs de 15 ans ou plus ayant un emploi, 10 travaillent dans la commune, soit 13 % des habitants. Pour se rendre au travail, 94,4 % des habitants utilisent un véhicule personnel ou de fonction à quatre roues et 5,6 % n'ont pas besoin de transport (travail au domicile).

### Activités hors agriculture
13 établissements sont implantés  à Haulies au 31 décembre 2019.
Le secteur de la construction est prépondérant sur la commune puisqu'il représente 30,8 % du nombre total d'établissements de la commune (4 sur les 13 entreprises implantées  à Haulies), contre 14,6 % au niveau départemental.

### Agriculture
|               | 1988 | 2000 | 2010 | 2020 |
| ------------- | ---- | ---- | ---- | ---- |
| Exploitations | 10   | 7    | 9    | 6    |
| SAU (ha)      | 636  | 720  | 767  | 567  |

La commune est dans les « Coteaux du Gers », une petite région agricole occupant l'est du département du Gers. En 2020, l'orientation technico-économique de l'agriculture  sur la commune est la culture de céréales et/ou d'oléoprotéagineuses. Six exploitations agricoles ayant leur siège dans la commune sont dénombrées lors du recensement agricole de 2020 (dix en 1988). La superficie agricole utilisée est de 567 ha,,.

## Culture locale et patrimoine

### Lieux et monuments
- L'église Sainte-Madeleine de Foliis est l'église paroissiale d'Haulies. Remaniée à différentes époques, la nef principale pourrait dater du XVIIIe siècle, tandis que la chapelle sud date du XVIe siècle et la chapelle nord de 1823. Le clocher est de type clocher-mur triangulaire ou pignon à baies. Le mobilier comprend notamment une statue de la Vierge à l'enfant en bois doré, une statue de plâtre de saint Antoine de Padoue et une statue de saint Loup en bois doré[1].
- L'ancienne église d'Arcagnac, dédiée à saint Antoine, a aujourd'hui disparu[1].
- Château de Savès. La carte de Cassini figure un château, dont une tour est visible sur la façade sud du bâtiment actuel. Propriété privée, ne se visite pas.
- Motte castrale de Lamothe.